# Micubiši Ki-30
Micubiši Ki-30 byl japonský dvoumístný lehký celokovový samonosný středoplošník s pevným kapotovaným  ostruhovým podvozkem užívaný ve druhé světové válce jako lehký bombardér. Spojenci typ označovali kódovým jménem Ann. V japonské armádě byl označován jako armádní lehký bombardér typ 97 (九七式軽爆撃機, Kjúnanašiki keibokugekiki).

## Vznik

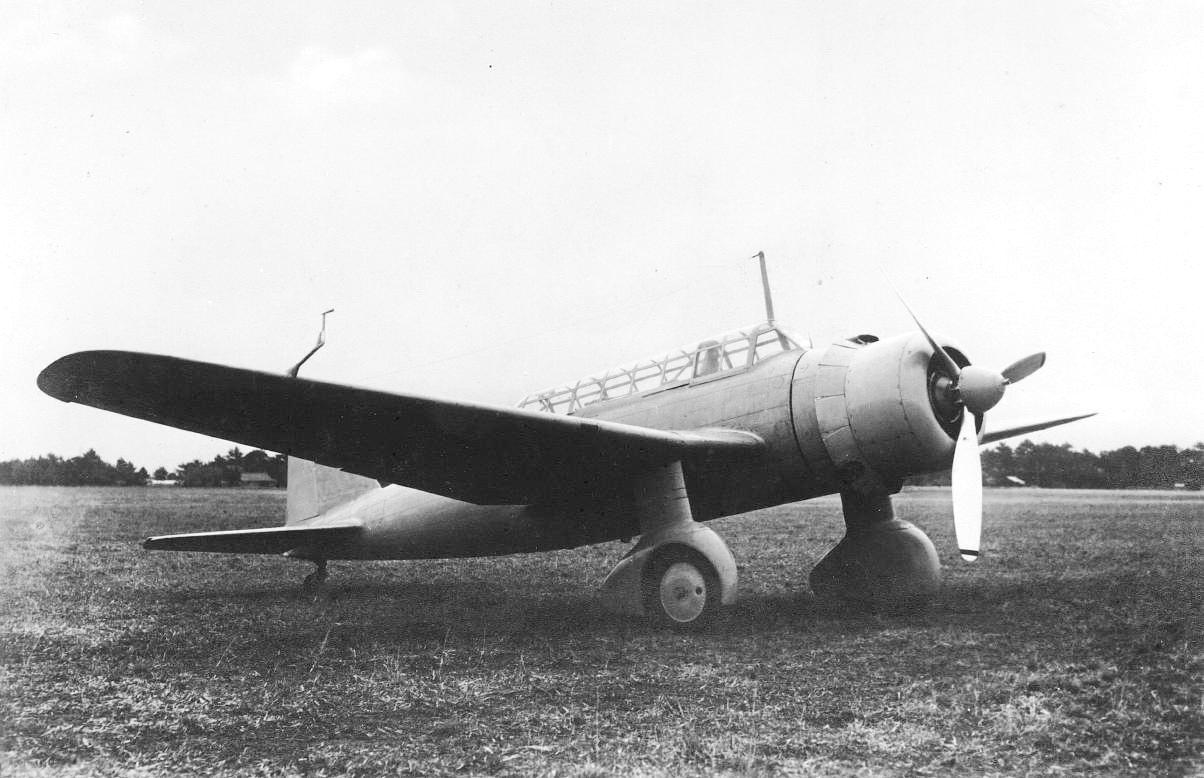
Micubiši Ki-30

V roce 1936 se Generální štáb japonské císařské armády obrátil na společnosti Kawasaki a Micubiši s požadavkem na vývoj lehkého taktického bombardovacího letounu. Podle specifikací se mělo jednat o dvoumístný stroj s rychlostí 400 km/h, maximální nosností 450 kg pum v operační výšce 2000 až 4000 m a hmotností nepřesahující 3200 kg. Letoun měl být schopen klesat v úhlu 60° při současném postřelování cíle jedním pevným kulometem, druhá pohyblivá zbraň měla bránit zadní polosféru. Pohon měl zajišťovat řadový dvanáctiválec Kawasaki Ha-9-IIb, nebo jeden ze dvou typů hvězdicových čtrnáctiválců Ha-5, nebo Ha-6.
Výsledkem vývoje firmy Kawasaki byl letoun Kawasaki Ki-32, Micubiši svůj stroj označila Ki-30.

## Vývoj
První prototyp Ki-30 vzlétl 28. února 1937 a byl jako první japonský letoun poháněn moderním vzduchem chlazeným dvouhvězdicovým motorem Micubiši Ha-6.
Druhý vyrobený Ki-30 měl instalovanou pohonnou jednotku Nakadžima Ha-5. Vzhledem k nedostatku motorů Ha-6 mělo 16 kusů ověřovací série i později vyrobené Ki-30 motory Ha-5 KAI se vzletovým výkonem 708 kW.
Sériové letouny byly vyzbrojeny jedním pevným kulometem typ 89 ráže 7,7 mm umístěným v levé polovině křídla a jedním pohyblivým kulometem v zadní kabině. Pumy byly umístěny v pumovnici pod průběžným nosníkem křídla.
Vyrobené letouny: 2 prototypy, 16 předsériových strojů, 678 sériových strojů (618 ks Micubiši a 60 ks První armádní letecký arzenál Tačikawa).

## Nasazení

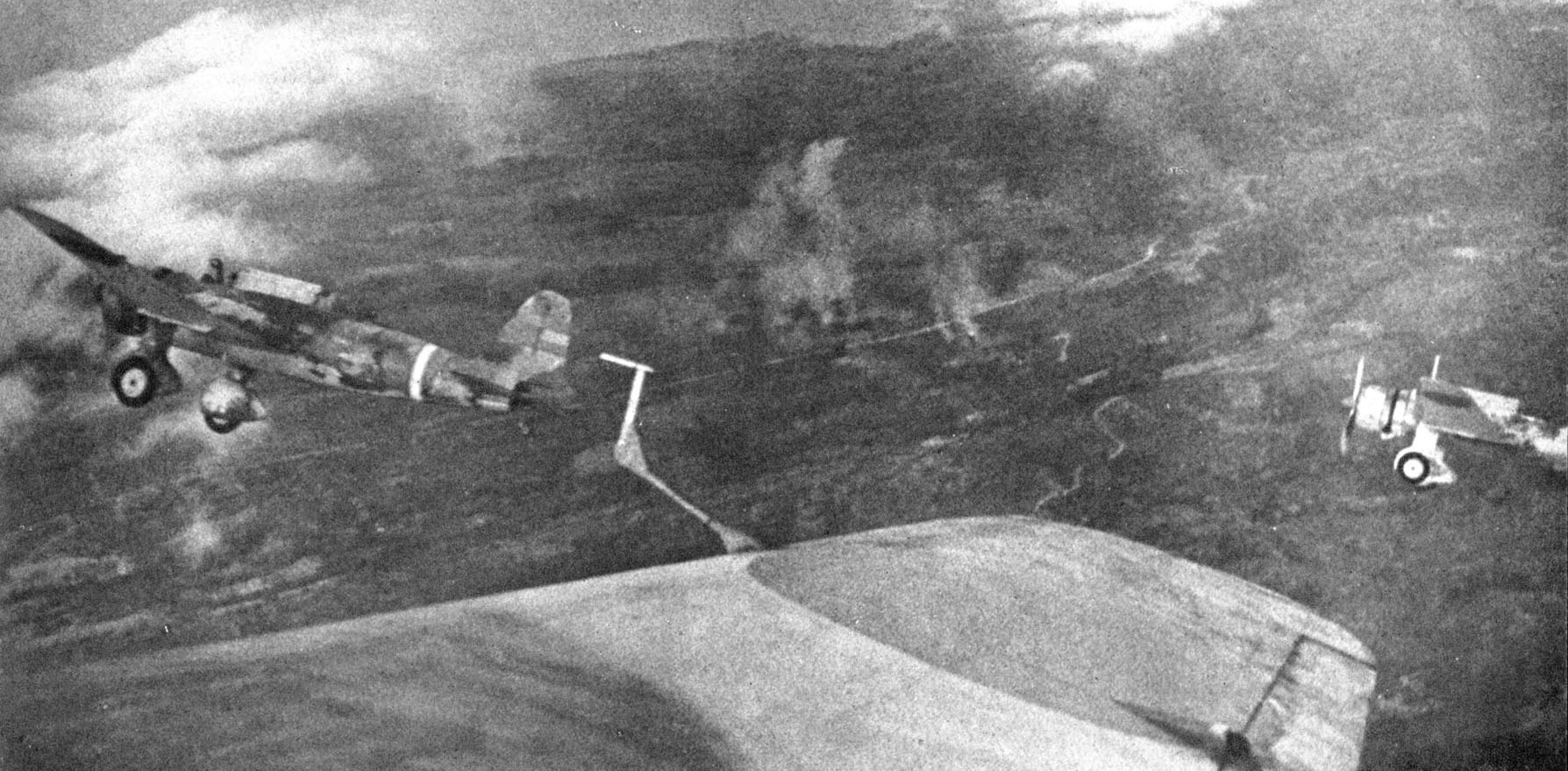
Micubiši Ki-30 nad Bataanem, 1942

Do výzbroje se stroj dostal v roce 1938. Bojoval ve válce s Čínou i na počátku války v Tichomoří, kdy podporoval postup armády na Filipínách. Následně byl od roku 1942 stažen do druhé linie k plnění policejních a výcvikových úkolů. Na konci války byly některé stroje ještě nasazeny k sebevražedným letům kamikaze.
Během konfliktu v lednu 1941 se s nepočetnými Ki-30 thajského královského letectva setkávali Francouzi ve vzdušném prostoru nad Francouzskou Indočínou.

## Specifikace

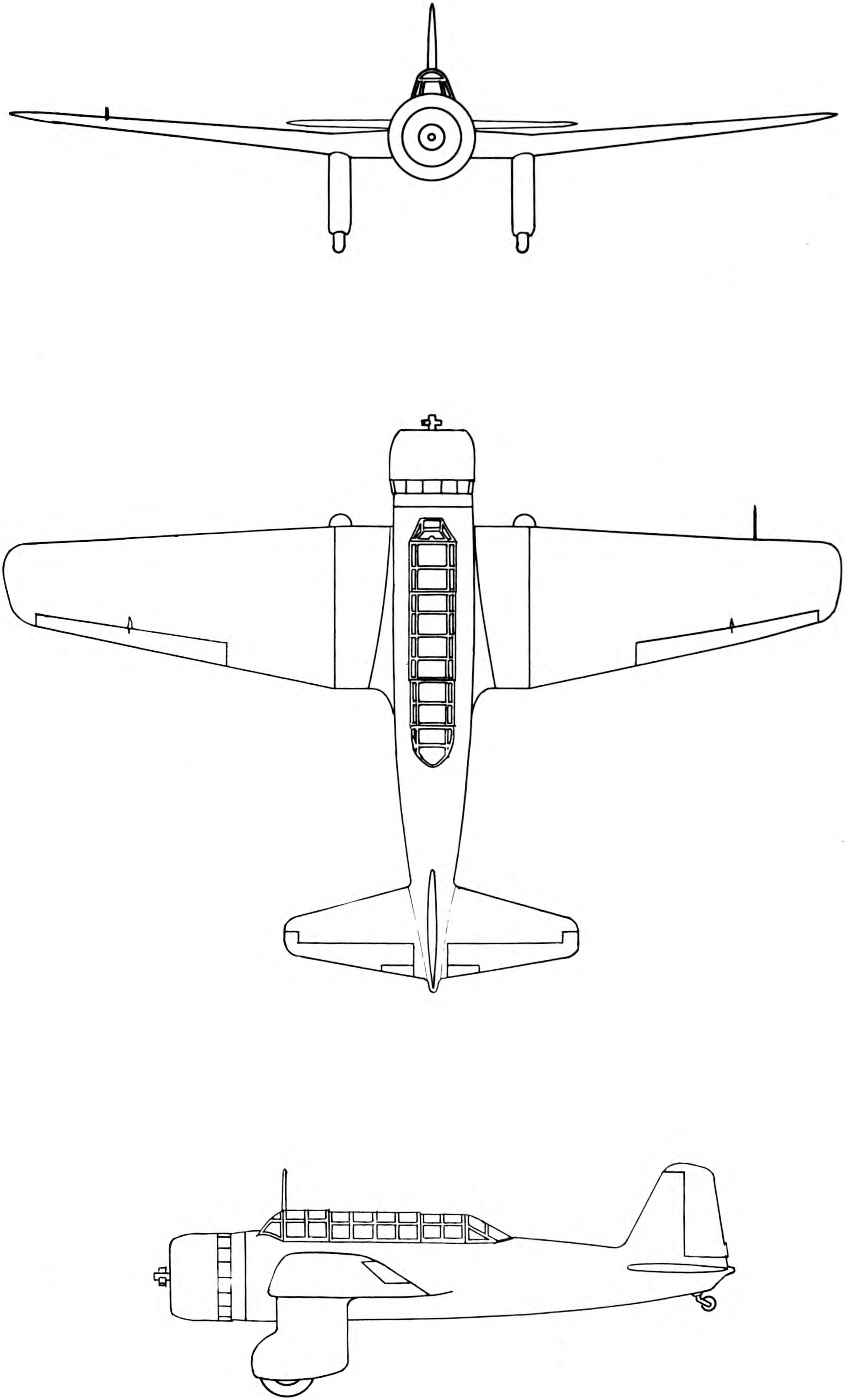
Třípohledový nákres Ki-30

Data podle: Vzestup a pád orlů Nipponu

### Technické údaje
- Osádka: 2
- Rozpětí: 14,55 m
- Délka: 10,34 m
- Výška: 3,645 m
- Nosná plocha: 30,58 m²
- Hmotnost prázdného letounu: 2230 kg
- Max. vzletová hmotnost : 3322 kg
- Plošné zatížení: 108,6 kg/m²
- Pohonná jednotka: 1× dvouhvězdicový 14válec Nakadžima Ha-5 Kai
- Výkon pohonné jednotky: 950 k (708 kW)

### Výkony
- Maximální rychlost: 432 km/h ve výšce 4000 m
- Cestovní rychlost: 380 km/h
- Dostup: 8570 m
- Stoupavost: 10 min 36 s do výše 5000 m
- Dolet: 1700 km

### Výzbroj
- 1 × pevný kulomet typ 89 ráže 7,7 mm
- 1 × pohyblivý kulomet typ 89 ráže 7,7 mm
- 400 kg pum